# Moritz Pauli (Schauspieler)
Moritz Pauli (* 10. März 2006 in Hamburg) ist ein deutscher Schauspieler.

## Leben
Pauli wurde 2006 geboren. Vor den Pfefferkörnern sammelte er bereits Erfahrung in Werbespots und Schultheateraufführungen. Er wurde durch seine Rolle als Levin Grevemeyer in der 15. Staffel der Fernsehserie Die Pfefferkörner bekannt.
Die Ausstrahlung der 15. Staffel erfolgte ab dem 24. November 2018 auf Das Erste. Nach drei Folgen mit dem alten Team begannen die Folgen mit dem neuen Team ab dem 1. Dezember 2018. Die Dreharbeiten für die Folgen 187 bis 192 liefen von Juni 2018 unter der Regie von Andrea Katzenberger, die seit vielen Jahren für die Serie arbeitet, bis zum 10. August 2018. Der dritte Block der Staffel wurde im Herbst 2018 gedreht. Moritz Pauli lebt in Hamburg.

## Filme
- 2018–2021, 2024: Die Pfefferkörner (Fernsehserie)